# 32768 Alexandripatov
32768 Alexandripatov è un asteroide della fascia principale. Scoperto nel 1983, presenta un'orbita caratterizzata da un semiasse maggiore pari a 2,2826605 UA e da un'eccentricità di 0,2627631, inclinata di 4,18471° rispetto all'eclittica.